# 하토마섬
하토마섬(일본어: 鳩間島/はとまじま)은 이리오모테섬의 북쪽 5.4 km에 위치한 섬으로, 농사와 어업을 겸하고 있는 섬이다. 이리오모테섬 북쪽에 위치해 있다. 면적은 0.96 km2이고, 둘레는 3.8 km, 인구는 60명인 작은 섬이다.